# Corlese Veen
Het Corlese Veen is een hoogveengebied in de Nederlandse gemeente Winterswijk, dat een geheel vormt met het Korenburgerveen, Vragenderveen en Meddosche Veen. 
In 1918 werd het Corlese Veen, samen met delen van het Korenburgerveen, aangekocht door Natuurmonumenten. 
Het gebied maakt deel uit van het in 2005 ingestelde Nationaal Landschap Winterswijk en heeft sinds 2015 samen met het Korenburgerveen, het Vragenderveen en het Meddosche Veen de status van Natura 2000-gebied.
In sommige (oudere) bronnen wordt het gebied niet onderscheiden van het Korenburgerveen en ook anno 2018 maakte niet iedereen zich druk over het precieze onderscheid tussen het Korenburgerveen en het Corlese Veen.
Bekendelle · Beurzerbeek · Blekkinkveen · Bönnink · Borkense baan · Buskersbos · Corlese Veen · Döttinkrade · Grote Goor · Hilgelo · Kloosterbos · Korenburgerveen · Landgoed Kotten · Landgoed Mentink · Landgoed Walfort · Loohuisbos · Meddosche Veen · Slingeplas · Steengroeve · Steenkamp · Stortelersbeek · Vragenderveen · Willinks Weust · Wooldse Veen · Zwanenbroek